# 懐疑派バスターズ
懐疑派バスターズ（かいぎはバスターズ）とは、社会に蔓延する誤った地球温暖化に対する懐疑論を正し、地球温暖化の実相を伝えることを目的として結成された科学者の集まりのことである。活動はメールでの情報交換や『地球温暖化懐疑論批判』などの著作の発行、懐疑派との討論などがある。
著書である『地球温暖化懐疑論批判』は、文部科学省科学技術振興調整費で行われている「戦略的研究拠点育成」事業の一環として、サステイナビリティ学連携研究機構（IR3S）から出版され、科学技術振興機構の安井至・上席フェローによっても高い評価を受けている。
懐疑派バスターズの一人である東北大学の明日香壽川教授によれば、地球温暖化の懐疑派は、温暖化そのものを否定するものや二酸化炭素よりも水蒸気や太陽活動の影響の方が大きいとするものなど、7つのグループに分類される。大学研究機関をネットワークした大型プロジェクトIR3Sの代表を務める前東京大学総長・小宮山宏三菱総研理事長によれば、地球温暖化に関する懐疑論は、海外ではほとんど問題になっておらず、日本で懐疑論の本が売れるのは不思議との見方を示していた(2009年当時)。

## 関連書籍
- 明日香壽川、河宮未知生、高橋潔、吉村純、江守正多、伊勢武史、増田耕一、野沢徹、川村賢二、山本政一郎『地球温暖化懐疑論批判』[2]東京大学 IR3S/TIGS叢書 2009年。NCID BB00024451、全国書誌番号:21670119